# 20 kilomètres marche féminin aux Jeux olympiques d'été de 2004
Navigation
Sydney 2000 Pékin 2008
L'épreuve du 20 kilomètres marche féminin aux Jeux olympiques de 2004 s'est déroulée le 23 août 2004 dans les rues d'Athènes, en Grèce , avec un départ et une arrivée au Stade olympique. Elle est remportée par la Grecque Athanasía Tsoumeléka.

## Résultats

### Finale
| Rang               | Athlète               | Pays                 | Temps           | Note |
| ------------------ | --------------------- | -------------------- | --------------- | ---- |
| Médaille d'or      | Athanasía Tsoumeléka  | Grèce                | 1 h 29 min 12 s | PB   |
| Médaille d'argent  | Olimpiada Ivanova     | Russie               | 1 h 29 min 16 s |      |
| Médaille de bronze | Jane Saville          | Australie            | 1 h 29 min 25 s |      |
| 4                  | Ryta Turava           | Biélorussie          | 1 h 29 min 39 s |      |
| 5                  | Melanie Seeger        | Allemagne            | 1 h 29 min 52 s |      |
| 6                  | Elisa Rigaudo         | Italie               | 1 h 29 min 57 s |      |
| 7                  | María Vasco           | Espagne              | 1 h 30 min 06 s |      |
| 8                  | Wang Liping           | Chine                | 1 h 30 min 16 s |      |
| 9                  | Elena Ginko           | Biélorussie          | 1 h 30 min 22 s |      |
| 10                 | Athina Papayianni     | Grèce                | 1 h 30 min 37 s |      |
| 11                 | Rossella Giordano     | Italie               | 1 h 30 min 39 s |      |
| 12                 | Kjersti Plätzer       | Norvège              | 1 h 30 min 49 s | SB   |
| 13                 | Yuliya Voyevodina     | Russie               | 1 h 31 min 02 s |      |
| 14                 | Song Hongjuan         | Chine                | 1 h 31 min 27 s |      |
| 15                 | Valentina Tsybulskaya | Biélorussie          | 1 h 31 min 49 s |      |
| 16                 | Sabine Zimmer         | Allemagne            | 1 h 31 min 59 s |      |
| 17                 | Yelena Nikolayeva     | Russie               | 1 h 32 min 16 s |      |
| 18                 | Elisabetta Perrone    | Italie               | 1 h 32 min 21 s | SB   |
| 19                 | Kristina Saltanovič   | Lituanie             | 1 h 32 min 22 s |      |
| 20                 | Susana Feitor         | Portugal             | 1 h 32 min 47 s |      |
| 21                 | Sylwia Korzeniowska   | Pologne              | 1 h 33 min 06 s |      |
| 22                 | Zuzana Maliková       | Slovaquie            | 1 h 33 min 17 s |      |
| 23                 | Sonata Milušauskaitė  | Lituanie             | 1 h 33 min 36 s |      |
| 24                 | Barbora Dibelková     | Tchéquie             | 1 h 33 min 37 s |      |
| 25                 | Inês Henriques        | Portugal             | 1 h 33 min 53 s |      |
| 26                 | Maribel Gonçalves     | Portugal             | 1 h 33 min 59 s |      |
| 27                 | Norica Câmpean        | Roumanie             | 1 h 34 min 30 s |      |
| 28                 | Svetlana Tolstaya     | Kazakhstan           | 1 h 34 min 43 s |      |
| 29                 | Ana Maria Groza       | Roumanie             | 1 h 34 min 56 s |      |
| 30                 | Rocío Florido         | Espagne              | 1 h 35 min 32 s |      |
| 31                 | Hristina Kokotou      | Grèce                | 1 h 35 min 43 s |      |
| 32                 | Jiang Jing            | Chine                | 1 h 35 min 56 s |      |
| 33                 | Yeliz Ay              | Turquie              | 1 h 36 min 02 s |      |
| 34                 | Victoria Palacios     | Mexique              | 1 h 36 min 07 s |      |
| 35                 | Yuan Yufang           | Malaisie             | 1 h 36 min 34 s |      |
| 36                 | Natalie Saville       | Australie            | 1 h 36 min 54 s |      |
| 37                 | Daniela Cîrlan        | Roumanie             | 1 h 37 min 14 s |      |
| 38                 | Cheryl Webb           | Australie            | 1 h 37 min 40 s |      |
| 39                 | Marie Polli           | Suisse               | 1 h 37 min 53 s |      |
| 40                 | Mayumi Kawasaki       | Japon                | 1 h 37 min 56 s |      |
| 41                 | Geovana Irusta        | Bolivie              | 1 h 38 min 36 s |      |
| 42                 | Vira Zozulya          | Ukraine              | 1 h 38 min 45 s |      |
| 43                 | Teresa Vaill          | États-Unis           | 1 h 38 min 47 s |      |
| 44                 | Edina Füsti           | Hongrie              | 1 h 39 min 45 s |      |
| 45                 | Anita Liepiņa         | Lettonie             | 1 h 39 min 54 s |      |
| 46                 | Sandra Zapata         | Colombie             | 1 h 42 min 22 s |      |
| 47                 | Nicolene Cronje       | Afrique du Sud       | 1 h 42 min 37 s |      |
| 48                 | Alessandra Picagevicz | Brésil               | 1 h 46 min 21 s |      |
| 49                 | Teresita Collado      | Guatemala            | 1 h 46 min 41 s |      |
| 50                 | Yelena Kuznetsova     | Kazakhstan           | 1 h 49 min 08 s |      |
| 51                 | Yolene Raffin         | Maurice              | 1 h 49 min 28 s |      |
| 52                 | Fumilay Fonseca       | Sao Tomé-et-Principe | 2 h 04 min 54 s | PB   |
| —                  | Olive Loughnane       | Irlande              | DNF             |      |
| —                  | Rosario Sánchez       | Mexique              | DNF             |      |
| —                  | Nevena Mineva         | Bulgarie             | DNF             |      |
| —                  | María Teresa Gargallo | Espagne              | DSQ             |      |
| —                  | Kim Mi-jung           | Corée du Sud         | DSQ             |      |

## Légende
Records et Performances
- AR : Record continental (area record)
- CR : Record des championnats (championship record)
- MR : Record du meeting (meet record)
- NR : Record national (national record)
- OR : Record olympique (olympic record)
- PR : Record paralympique (paralympic record)
- PB : Record personnel (personal best)
- SB : Meilleure performance personnelle de la saison (season's best)
- WL : Meilleure performance mondiale de l'année (world leader)
- WJR : Record du monde junior (world junior record)
- WR : Record du monde (world record)

Circonstances et Conditions
- DNF : N'a pas terminé (did not finish)
- DNS : N'a pas pris le départ (did not start)
- DQ : Disqualification (disqualification)
- NM : Aucun essai valable enregistré (No Mark)
- Q : Qualifié « directement » au prochain tour (ou à la prochaine compétition), lors d'une compétition majeure, grâce au classement ou à la réalisation des minima (automatic qualifier)
- q : Qualifié au prochain tour (ou à la prochaine compétition), lors d'une compétition majeure, grâce au repêchage ou à la réalisation de l'une des meilleures performances parmi celles des « non qualifiés directement » (grâce au meilleur temps ou à la meilleure distance par exemple) (secondary qualifier)